# Erdmann & Rossi

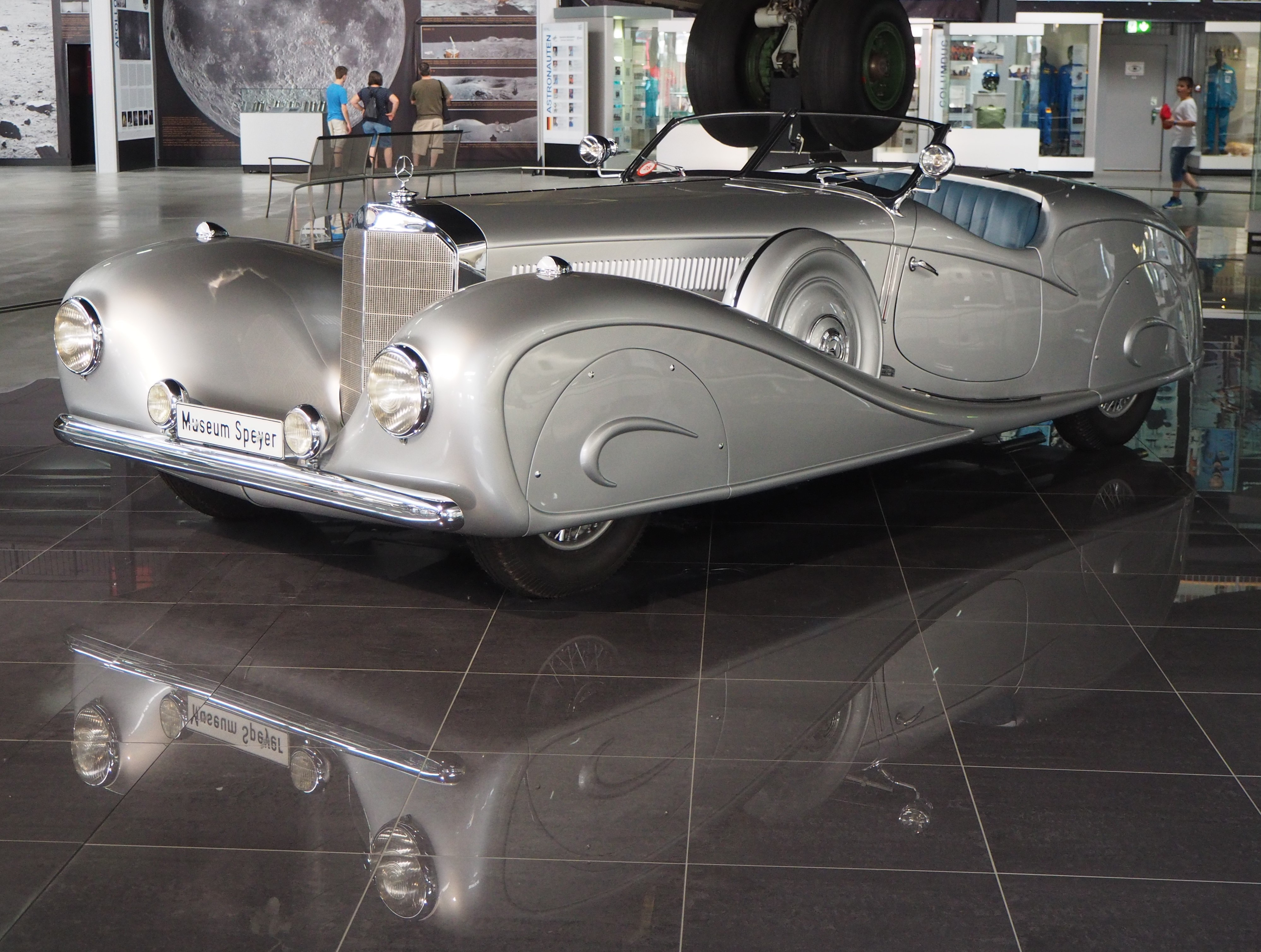
Mercedes-Benz 500K med Erdmann & Rossi-kaross, byggd för kung Ghazi av Irak.

Karosserie Erdmann & Rossi var en tysk karossmakare med verksamhet i Berlin.
Willy Erdmann startade ett vagnmakeri 1898. 1906 kom bilförsäljaren Eduard Rossi in i företaget, som nu började bygga bilkarosser. Rossi omkom i en trafikolycka 1909 och i samband med detta lämnade även Erdmann företaget, som togs över av Friedrich Peters.
Under första världskriget ägnade man sig åt reparationer, men efter kriget byggde Erdmann & Rossi karosser till de främsta tyska lyxbilarna, som Mercedes-Benz och Horch, men även utländska märken. Företaget var också tysk agent för Bentley och Rolls-Royce.
Sedan Friedrich Peters avlidit 1937 tog brodern Richard över. Den sista karossen byggdes 1949 på ett Maybach-chassi. Företaget levde sedan vidare ytterligare några år som reparationsverkstad.